# Tony Sirico
Gennaro Anthony Sirico Jr. (n. 29 iulie 1942, New York City, New York, SUA – d. 8 iulie 2022, Fort Lauderdale, Florida, SUA) a fost un actor american. Acesta este cunoscut pentru rolul lui Peter Paul „Paulie Walnuts” Gualtieri în Clanul Soprano. De asemenea, a apărut în numeroase filme regizate de Woody Allen.

## Biografie
Sirico s-a născut în Brooklyn, New York City, la 29 iulie 1942, într-o familie de origine italiană. A crescut în cartierele East Flatbush⁠(d) și Bensonhurst⁠(d) din Brooklyn și a urmat Liceul Midwood⁠(d), dar nu a absolvit. Fratele lui Sirico, Robert Sirico⁠(d), este un preot catolic și cofondator al Institutului Acton⁠(d). În adolescență, Sirico a fost împușcat după o dispută despre o fată. Mai târziu, a servit în armata Statelor Unite.
Acesta a fost condamnat pentru mai multe infracțiuni și a fost arestat de 28 de ori, inclusiv pentru tulburarea ordinii publice, agresiune și tâlhărie, înainte să devină actor. În 1967, a fost condamnat la închisoare. La 27 februarie 1970, a fost arestat într-un restaurant și s-a descoperit că avea un revolver de calibru .32⁠(d) asupra sa. În 1971, a fost inculpat pentru șantaj, constrângere și deținere fără drept de arme⁠(d) și condamnat la patru ani de închisoare, executând 20 de luni la Sing Sing.
Conform unei transcrieri a tribunalului, acesta era acuzat și de posesie de substanțe interzise. Sirico a declarat că a fost vizitat de o trupă de actori alcătuită din foști deținuți, iar întâlnirea l-a inspirat să urmeze o carieră în actorie. A apărut în documentarul The Big Bang⁠(d) (1989), regizat de James Toback⁠(d), și a discutat despre viața sa.

## Cariera
Primul său rol a fost unul de figurant în filmul Crazy Joe⁠(d) din 1974, obținând rolul cu ajutorul actorului Richard Castellano. Michael Gazzo a fost primul său antrenor de actorie. Sirico a interpretat gangsteri în filme și seriale de televiziune precum Goodfellas, Mob Queen⁠(d), Mighty Aphrodite⁠(d), Love and Money⁠(d), Fingers⁠(d), The One Man Jury⁠(d), Defiance⁠(d), The Last Fight⁠(d), Innocent Blood⁠(d), Bullets over Broadway⁠(d), The Pick-up Artist⁠(d), Gotti, Witness to the Mob⁠(d), The Search for One-eye Jimmy⁠(d), Cop Land⁠(d), Turn of Faith, Hello Again⁠(d), Mickey Blue Eyes⁠(d) și Wonder Wheel⁠(d). De asemenea, a interpretat polițiști în filmele Dead Presidents⁠(d) și Deconstructing Harry⁠(d). Sirico a fost prieten apropiat cu Woody Allen și a apărut în șapte dintre filmele sale.
Sirico este bine-cunoscut pentru rolul lui Paulie Gualtieri din serialul Clanul Soprano. Inițial, s-a prezentat la probe pentru rolul lui Junior Soprano împreună cu Frank Vincent, însă Dominic Chianese a obținut rolul. David Chase⁠(d) i-a oferit în schimb rolul lui Paulie Gualtieri; Sirico a acceptat rolul cu condiția ca personajul său „să nu devină turnător”.
Sirico a realizat vocea lui „Big Daddy” Fairywinkle în Nașii mei vrăjitori. În  serialul Familia mea dementă, a fost animalul de companie Vinny (3 episoade). De asemenea, are un rol cameo în episoadele „Stewie, Chris, & Brian's Excellent Adventure⁠(d)” și „The Boys in the Band⁠(d)”. Mai târziu, Sirico a interpretat personaje din serialul Tată în stil american.
În 2018, s-a reunit cu Federico Castelluccio⁠(d) și Vincent Pastore - membri din distribuția serialului Clanul Soprano - pentru lungmetrajul Sarah Q.

## Viața personală
Sirico a avut doi copii: Joanne și Richard. În 2008, a lansat o apă de colonia numită Paolo Per Uomo.
Actorul a murit în după-amiaza zilei de 8 iulie 2022 într-un centru destinat vârstnicilor din Fort Lauderdale, cu trei săptămâni înainte de a împlini 80 de ani. Deși cauza morții nu a fost dezvăluită publicului, acesta fusese diagnosticat cu demență în urmă cu câțiva ani. Slujba de înmormântare a avut loc la Bazilica Regina Pacis⁠(d), iar acesta a fost înmormântat în cimitirul Calvary⁠(d) din Queens, New York.

## Filmografie

### Film
| An   | Titlu                             | Rol                                       | Not           |
| ---- | --------------------------------- | ----------------------------------------- | ------------- |
| 1974 | Crazy Joe                         | Extra                                     | [ 33 ]        |
| 1974 | The Godfather Part II             | Extra                                     | nemenționat   |
| 1978 | Hughes and Harlow: Angels in Hell | Frankie Rio                               | [ 34 ]        |
| 1978 | Fingers                           | Riccamonza                                | [ 7 ] [ 35 ]  |
| 1978 | The One Man Jury                  | Charlie "Nuts"                            | [ 36 ]        |
| 1980 | Defiance                          | Davey                                     | [ 37 ]        |
| 1981 | So Fine                           | Associate                                 | [ 38 ]        |
| 1982 | Love and Money                    | Raoul                                     | [ 39 ]        |
| 1983 | Exposed                           | Thief                                     | [ 40 ]        |
| 1983 | The Last Fight                    | Frankie                                   | [ 7 ]         |
| 1987 | The Galucci Brothers              | Galucci Brother                           | [ 41 ]        |
| 1987 | The Pick-up Artist                | Patsy Cabaluso                            | [ 7 ]         |
| 1987 | Hello Again                       | Tough Guy                                 | [ 37 ]        |
| 1989 | White Hot                         | Luke                                      | [ 42 ]        |
| 1989 | Cookie                            | Carmine's Wiseguy                         | [ 7 ]         |
| 1989 | The Big Bang                      | Himself                                   | Documentar    |
| 1990 | Catchfire                         | Greek Guy                                 | [ 44 ] [ 40 ] |
| 1990 | Goodfellas                        | Tony "Stacks"                             | [ 33 ]        |
| 1991 | 29th Street                       | Fortunado                                 | [ 21 ]        |
| 1992 | Innocent Blood                    | Jacko                                     | [ 45 ]        |
| 1993 | New York Cop                      | Mr. C                                     | [ 46 ]        |
| 1993 | Romeo Is Bleeding                 | Malacci                                   | [ 47 ]        |
| 1994 | Men Lie                           | Porno Witness                             | [ 48 ]        |
| 1994 | Bullets Over Broadway             | Rocco                                     | [ 33 ]        |
| 1994 | The Search for One-eye Jimmy      | "Snake"                                   | [ 49 ]        |
| 1995 | Dead Presidents                   | Officer Spinelli                          | [ 50 ]        |
| 1995 | Mighty Aphrodite                  | Boxing Trainer                            | [ 21 ]        |
| 1995 | Casino                            | Extra, Nicky's Crew: Signal Happy Gambler | [ 36 ]        |
| 1995 | Dearly Beloved                    | Mr. Bedutz                                | Scurtmetraj   |
| 1996 | Everyone Says I Love You          | Escaped Convict                           | [ 21 ]        |
| 1997 | Deconstructing Harry              | Police Officer                            | [ 50 ]        |
| 1997 | Cop Land                          | Salvatore "Toy" Torillo                   | [ 21 ]        |
| 1997 | The Deli                          | Tony                                      | [ 21 ]        |
| 1997 | The Good Life                     | Junior                                    | Nelansat      |
| 1998 | Mob Queen                         | Joey "The Heart" Aorta                    | [ 21 ]        |
| 1998 | Celebrity                         | Lou DeMarco                               | [ 21 ]        |
| 1999 | Mickey Blue Eyes                  | Risolli Guard                             | [ 53 ]        |
| 2000 | It Had to Be You                  | Ricky Valentino                           | [ 21 ]        |
| 2001 | Smokin' Stogies                   | Tony "Batts"                              | [ 54 ]        |
| 2002 | Turn of Faith                     | Jimmy                                     | [ 54 ] [ 55 ] |
| 2008 | The Sno Cone Stand Inc            | Bob Beasley                               | [ 56 ]        |
| 2009 | Karma Calling                     | Lord Ganesh                               | [ 54 ] [ 57 ] |
| 2010 | Skate                             | Skate                                     | Scurtmetraj   |
| 2014 | Zarra's Law                       | Tony Zarra                                | [ 50 ]        |
| 2014 | Friends and Romans                | Bobby Musso                               | [ 34 ]        |
| 2014 | Family on Board                   | Rocco                                     | Scurtmetraj   |
| 2015 | Touched                           | Anthony                                   | [ 59 ]        |
| 2016 | Café Society                      | Vito                                      | [ 37 ]        |
| 2017 | Wonder Wheel                      | Angelo                                    | [ 54 ]        |
| 2018 | Sarah Q                           | Mr. Danny                                 | [ 37 ]        |
| 2022 | Respect the Jux                   | Bobby                                     | Lansat postum |
| TBD  | Super Athlete                     | Coach Lou                                 | Lansat postum |

### Televiziune
| An        | Titlu                                 | Rol                             | Note |
| --------- | ------------------------------------- | ------------------------------- | --- |
| 1977      | Kojak                                 | Greek God                       | Episodul: "Case Without a File" |
| 1982      | Police Squad!                         | Poker Player                    | Episodul: "Ring of Fear (A Dangerous Assignment)"                                                                                                |
| 1982      | Knight Power                          | The Archer                      | Voice; Episode: "Mask of the Raccoon" |
| 1989      | Miami Vice                            | Frank Romano                    | Episodul: "Fruit of the Poison Tree" |
| 1989      | Perfect Witness                       | Marco                           | Film de televiziune |
| 1992      | In the Shadow of a Killer             | Tony Andretti                   | Film de televiziune |
| 1996      | Cosby                                 | Teddy                           | Episodul: "Happily Ever Hilton" |
| 1996      | Gotti                                 | Joe Dimiglia                    | Film de televiziune |
| 1998      | Witness to the Mob                    | Thomas Gambino                  | Film de televiziune |
| 1998      | Vig                                   | Locasso                         | Film de televiziune |
| 1999–2007 | The Sopranos                          | Paul "Paulie Walnuts" Gualtieri | 74 de episoade |
| 2005      | The Fairly OddParents                 | Big Daddy Fairywinkle           | Voce Episoadele: "Talking Trash" și "Big Wanda"                                                                                                  |
| 2007      | Elmo's Christmas Countdown            | Famous Bert                     | TV special |
| 2008      | A Muppets Christmas: Letters to Santa | Mobster                         | TV special |
| 2010      | Chuck                                 | Matty                           | Episodul: "Chuck Versus the Fake Name" |
| 2010      | Medium                                | Big Daddy                       | Episodul: "Bring Your Daughter to Work Day" |
| 2012      | Jersey Shore Shark Attack             | Captain Salie                   | Film de televiziune |
| 2013–2014 | Lilyhammer                            | Tony Tagliano                   | Episoadele: "2.8: Ghosts" and "3.8: Loose Ends"                                                                                                  |
| 2013      | Nicky Deuce                           | Charlie Cement                  | Film de televiziune |
| 2013–2016 | Family Guy                            | Vinny/Himself                   | Voce Episoadele: "Life of Brian", "Into Harmony's Way", "Christmas Guy", "The Boys in the Band" și "Stewie, Chris & Brian's Excellent Adventure" |
| 2014      | Taxi Brooklyn                         | Tony                            | Episodul: "Revenge" |
| 2016      | The Grinder                           | Sebastian                       | Episodul: "Grinder v Grinder" |
| 2017–2019 | American Dad!                         | Enzo Perotti / Mobster          | Voce 2 episoade |

### Jocuri video
| An   | Titlu                         | Rol                        | Note |
| ---- | ----------------------------- | -------------------------- | ---- |
| 2006 | The Sopranos: Road to Respect | Paulie "Walnuts" Gualtieri | Voce |